# Norman Taber
Norman Stephen Taber (3. september 1891 – 15. juli 1952) var en amerikansk atlet som deltog i OL 1912 i Stockholm.
Taber blev olympisk mester i atletik under OL 1912 i Stockholm. Han var med på det amerikanske hold som vandt i holddisciplinen 3000-meter-løb foran Sverige og Storbritannien. De andre på holdet var Tell Berna, George Bonhag, Abel Kiviat og Louis Scott.
Han vandt også en bronzemedalje i atletik under samme OL. Han kom på en tredjeplads i 1500 m efter Arnold Jackson fra Storbritannien og Abel Kiviat fra USA.